# オットー・ハインリヒ (プファルツ＝ズルツバッハ公)
オットー・ハインリヒ（ドイツ語：Otto Heinrich, 1556年7月22日 - 1604年8月29日）は、プファルツ＝ズルツバッハ公（在位：1569年 - 1604年）。

## 生涯
オットー・ハインリヒは、プファルツ＝ツヴァイブリュッケン公兼プファルツ＝ノイブルク公ヴォルフガングとヘッセン方伯フィリップ1世の娘アンナの三男として生まれた。若いころに、オットー・ハインリヒは5年間デンマーク王宮に住み、そこでデンマーク王フレゼリク2世と親友となった。
父ヴォルフガングは遺言により、ズルツバッハ公領をオットー・ハインリヒに与えた。当初、兄フィリップ・ルートヴィヒの後見のもと12年間、1582年よりズルツバッハ城に居を構えた。ズルツバッハ城は建築家アダム・シュヴァルツによって大規模に改装されていた。領内において、オットー・ハインリヒは誠実に統治に取り組み、教区、学校、公共図書館を設立した。
オットー・ハインリヒは、男子継承者を残さずに1604年に死去した。ズルツバッハは、長兄でノイブルク家の祖となったフィリップ・ルートヴィヒに戻された。

## 結婚と子女
1582年11月25日にシュトゥットガルトにおいて、ヴュルテンベルク公クリストフの娘マリア・ドロテアと結婚し、以下の子女が生まれた。
- ルートヴィヒ（1584年）
- アンナ・エリーザベト（1585年）
- ゲオルク・フリードリヒ（1587年）
- ドロテア・ゾフィー（1588年 - 1607年）
- ザビーネ（1589年 - 1645年） - 1625年にフリードリヒ・ゲオルク・フォン・ヴァルテンベルク（1632年没）と結婚
- オットー・ゲオルク（1590年）
- ズザンナ（1591年 - 1667年） - 1613年にプファルツ＝リュッツェルシュタイン公ゲオルク・ヨハン2世と結婚
- マリー・エリーザベト（1593年 - 1594年）
- アンナ・ジビッレ（1594年）
- アンナ・ゾフィア（1595年 - 1596年）
- マグダレーナ・ザビーネ（1595年 - 1596年）
- ドロテア・ウルズラ（1597年 - 1598年）
- フリードリヒ・クリスティアン（1600年）